# Meftah Ghazalla
Meftah Ghazalla (Tripoli, 3 de outubro de 1977) é um futebolista profissional líbio que atua como goleiro.

## Carreira
Meftah Ghazalla representou o elenco da Seleção Líbia de Futebol no Campeonato Africano das Nações de 2006.